# Plecia lygaeoides
Penthetria lygaeoides, Penthetria latipennis, Plecia acutiventris, Plecia guinieri, Protomyia lygaeoides, Protomyia latipennis, Bibio detractus
Espèce
Synonymes
- †Penthetria lygaeoides Heer, 1849
- †Protomyia lygaeoides Heer, 1849
- †Bibio detractus Théobald, 1937
- †Penthetria latipennis Heer, 1849
- †Plecia acutiventris Théobald, 1937
- †Plecia guinieri Théobald, 1937
- †Protomyia latipennis Heer, 1849

Plecia lygaeoides est une espèce fossile de mouches (diptères) de la famille des Bibionidae et du genre Plecia.

## Classification

### Descriptions initiales
En 1849 l'espèce Protomyia livida est décrite par l'entomologiste allemand Oswald Heer,. L'holotype SlJG 77465 de la collection Grätz vient de la localité de Radoboj en Croatie,. Il décrit aussi l'espèce Protomyia latipennis des mêmes collection et provenance,.
En 1937 les trois espèces Bibio detractus, Plecia acutiventris, Plecia guinieri sont décrites par Nicolas Théobald,. 

### Citations
En 1856 l'espèce Protomyia lygaeoides est citée par Oswald Heer,.
En 1928 l'espèce Protomyia latipennis est citée par Alexander Pongrácz,.

### Renommage
En 1891 l'entomologiste allemand Bruno Förster renomme l'espèce Protomyia lygaeoides en Plecia lygaeoides.
En 1937 Nicolas Théobald confirme le renommage de Protomyia lygaeoides en Plecia lygaeoides en même temps qu'il décrit les trois autres espèces de Bibio et/ou Plecia.
En 1994 Neal Evenhuis renomme l'espèce Protomyia lygaeoides (ou Plecia lygaeoides) en Penthetria lygaeoides ainsi que Protomyia latipennis en Penthetria latipennis.
En 2017 John Skartveit et André Nel renomment Protomyia lygaeoides (ou Penthetria lygaeoides) en Plecia lygaeoides, en même temps que les quatre espèces sont déclarées synonymes (Plecia dtractus, Plecia acutiventris, Plecia guinieri, Plecia latipennis),. Ces renommages sont confirmés en 2020 par John Skartveit et Katarina Krizmanić,,.

### Fossiles
Selon Paleobiology Database en 2023, dix collections comprenant quatorze fossiles sont référencées, toutes de l'Oligocène ou du Miocène de France ou de Croatie. Ces collections viennent de Céreste et d'Aix-en-Provence en France et de Radoboj en Croatie, dont l'une est conservée au muséum national d'histoire naturelle de Paris,.

### Étymologie
L'épithète spécifique guinieri est un hommage au botaniste et forestier Philibert Guinier, entré professeur puis devenu directeur de l'École nationale des eaux et forêts de Nancy.
Les épithètes spécifiques latines lygaeoides, detractus, latipennis, acutiventris signifient respectivement « lygaeoïde, tiré, à larges poils, à ventre pointu ».

## Description

### Caractères
Diagnose de Nicolas Théobald en 1937, :
Plecia guinieri : 

« Insecte au corps massif ; tête et thorax noirs, abdomen brunâtre, les derniers segments plus foncés ; tibias brunâtres avec extrémités plus foncées ; ailes brunes atteignant à peine l'extrémité de l'abdomen. Tête petite, arrondie ; deux yeux non contigus, antennes courtes et cordiformes. Thorax un peu plus long que large, dépression en « U » bien marquée ; les hanches apparaissent par transparence. Abdomen plus large que le thorax ; longueur dépassant deux fois la largeur ; forme ovoïde, maximum de largeur dans la moitié antérieure. pattes assez fortes. Ailes bien conservées, presque trois fois aussi longues que larges ; nervation du type Plecia. ».

Plecia acutiventris : 

« Insecte de forme élancée ; tête et thorax noirs, abdomen brunâtre, ailes brunes, dépassant à peine l'abdomen. Tête un peu allongée ; deux gros yeux contigus ; antennes moins longues que la tête, articles homonomes. Thorax ovale, écrasé. Abdomen allongé, contracté vers l'arrière, huit segments, le dernier portant les organes génitaux ♂. Pattes assez fortes, un éperon au tibia I. Balanciers à longue tige, massue pyriforme. Ailes à sommet arrondi, nervation de Plecia. ».

### Dimensions
Pour P. guinieri : la longueur du corps est de 7,25-9,5 mm ; les ailes ont une longueur de 7-7,75 mm.
Pour P. acutiventris : la longueur du corps est de 7,75 mm ; la longueur de l’aile est de 5,75 mm.

### Affinités
Pour P. guinieri : 

« À cette espèce appartient l'Insecte que nous avons déjà signalé à Aix sous le même nom. Mais il faut considérer comme type l'échantillon F256 de Céreste. Cette espèce est fréquente à Céreste. La fig. 13 de la pl. IX, montre une plaquette (F 190) groupant une dizaine d'individus. ».

Pour P. acutiventris : 

« Cette espèce  représente peut-être le ♂ de Plecia guineri. Elle est représentée aussi à Aix. ».

## Galerie
- Fossiles de Plecia lygaeoides Heer selon N. Th. 1937
- P. Guinieri femelle ♀.

- Schémas de Plecia lygaeoides Heer & P. detractus selon N. Th. 1937
- Plecia lygaeoides.
- Plecia detractus mâle ♂.

- Espèces vivantes du genre Plecia.
- Plecia heteroptera.
- Plecia imperialis.
- Plecia nearctica.
- Plecia nearctica.
- Plecia ruficollis.
- Plecia ruficollis.

### Articles
1. [2017] (en) John Skartveit et André Nel, « Revision of fossil Bibionidae (Insecta: Diptera) from French Oligocene deposits », Zootaxa, Magnolia Press (d), vol. 4225, no 1,‎ 23 janvier 2017, p. 1–83 (ISSN 1175-5334 et 1175-5326, OCLC 49030618, PMID 28187637, DOI 10.11646/ZOOTAXA.4225.1.1). .
2. [2021] (en) John Skartveit et S. Wedmann, « A revision of fossil Bibionidae (Insecta: Diptera) from the Oligocene of Germany », Zootaxa, vol. 4909,‎ 2021, p. 1-77 (DOI 10.11646/zootaxa.4909.1.1).
3. [1937] Nicolas Théobald, « Les insectes fossiles des terrains oligocènes de France 473 p., 17 fig., 7 cartes,13 tables, 29 planches hors texte », Bulletin Mensuel de la Société des Sciences de Nancy et Mémoires de la Société des sciences de Nancy, Imprimerie G. Thomas,‎ 1937, p. 1-473 (ISSN 1155-1119 et 2263-6439, OCLC 786027547). .
4. [1856] (de) Oswald Heer, Ueber die fossilen Insekten von Aix in der Provence. Vierteljahrsschrift der Naturforschenden Gesellschaft in Zürich, vol. 1, 1856, 1-40 p.
5. [1994] (en) N. L. Evenhuis, Catalogue of the Fossil Flies of the World (Insecta: Diptera), 1994, 1-600 p.
6. [1891] (de) Bruno Förster, « Die Insekten der "Plattigen Steinmergels" von Brunstatt », Abhandlungen zur Geologischen Specialkarte von Elsass-Lothringen, vol. Band 3 1,‎ 1891, p. 335-593.
7. [1928] (de) A. Pongrácz, « Die fossilen Insekten von Ungarn, mit besonderer Berücksichtigung der Entwicklung der europäischen Insekten-fauna », Annales Musei Nationalis Hungarici, vol. 25,‎ 1928, p. 91-194.
8. [2020] (en) John Skartveit et Katarina Krizmanić, « Revision of fossil Bibionidae (Insecta: Diptera) from the Miocene of Radoboj, Croatia », Zootaxa, vol. 4759,‎ 2020, p. 351-378 (DOI 10.11646/zootaxa.4759.3.3).

### Publication originale
- [1849] (de) Oswald Heer, Die Insektenfauna der Tertiärgebilde von Oeningen und von Radoboj in Croatien. Zweiter Theil: Henschrecken, Florfliegen, Aderflügler, Schmetterlinge und Fliegen, 1849, 1-264 p.